# Эксел Энерджи-центр
Эксел Энерджи-центр (англ. Xcel Energy Center) — многофункциональная крытая арена расположенная в Сент-Поле, штат Миннесота, США. Открыта 29 сентября 2000 года. Стоимость строительства составила 130 млн. долларов. Является домашней ареной клуба Национальной хоккейной лиги «Миннесота Уайлд». Вместимость на хоккейных матчах составляет 18 064 зрителей.